# OK KO
Albums de Superbus
Sixtape
(2016)
Singles
1. Aseptisé[1]
Sortie : 20 octobre 2023
2. Baby Boom[2]
Sortie : 5 avril 2024
3. Lola (feat. Hoshi et Nicola Sirkis)[3]
Sortie : 7 février 2025
4. Butterfly (feat. Rori)[4]
Sortie : 13 juin 2025

OK KO est le septième album studio du groupe Superbus sorti le 4 juillet 2025 édité sous Warner Music France.

## Editions Standard (CD - Vinyle)
Toutes les paroles sont écrites par Jennifer Ayache (sauf indication), toute la musique est composée par Jennifer Ayache.
| No  | Titre                               | Durée |
| --- | ----------------------------------- | ----- |
| 1.  | OK KO                               | 2:47  |
| 2.  | Les cheveux                         | 1:37  |
| 3.  | Lola (feat. Hoshi et Nicola Sirkis) | 3:01  |
| 4.  | L'ancre                             | 2:45  |
| 5.  | Mauvais réflexe                     | 2:51  |
| 6.  | Aspetisé                            | 3:01  |
| 7.  | Butterfly (feat. Rori)              | 3:43  |
| 8.  | Midnight Express                    | 3:41  |
| 9.  | Baby Boom                           | 3:03  |
| 10. | La corrida                          | 2:45  |
| 11. | Paris Paris                         | 3:41  |
| 12. | La locomotive                       | 3:14  |
| 13. | Stupido                             | 3:31  |
| 14. | Stereo Song                         | 3:06  |

## Edition Deluxe USB
Toutes les paroles sont écrites par Jennifer Ayache (sauf indication), toute la musique est composée par Jennifer Ayache.
| No  | Titre                           | Durée |
| --- | ------------------------------- | ----- |
| 15. | Butterfly (feat. Chantal Lauby) | 3:43  |
| 16. | Need You                        | 2:34  |
| 17. | Nos Cavaliers                   | 2:42  |

## Titres certifiés en France
- Lola (feat. Hoshi et Nicola Sirkis)  Or[6]

## Clips vidéos
- Aseptisé : 20 octobre 2023
- Lola (feat. Hoshi et Nicola Sirkis) : 7 février 2025
- Butterfly (feat. Rori) : 27 juin 2025